# شهرك غلوغرد (تشغاخور)
شهرك غلوغرد (بالفارسية: شهرک گلوگرد) هي قرية تقع في إيران في قسم تشغاخور الريفي. يقدر عدد سكانها بـ 1,098 نسمة .